# Meridià 80 a l'oest
El meridià 80 a l'oest de Greenwich és una línia de longitud que s'estén des del pol Nord travessant l'oceà Àrtic, Groenlàndia, Amèrica, l'oceà Atlàntic, l'oceà Pacífic, l'oceà Antàrtic, i l'Antàrtida fins al pol Sud.
El meridià 80 a l'oest forma un cercle màxim amb el meridià 100 a l'est. Com tots els altres meridians, la seva longitud correspon a una semicircumferència terrestre, uns 20.003,932 km. Al nivell de l'Equador, és a una distància del meridià de Greenwich de 8.906 km.

## De Pol a Pol
Començant en el pol Nord i dirigint-se cap al pol Sud, aquest meridià travessa:
| Coordenades                             | País, territori o mar   | Notes |
| --------------------------------------- | ----------------------- | --- |
| 90° 0′ N, 80° 0′ O / 90.000°N,80.000°O  | Oceà Àrtic              | |
| 82° 56′ N, 80° 0′ O / 82.933°N,80.000°O | Canadà                  | Nunavut — Ellesmere |
| 76° 14′ N, 80° 0′ O / 76.233°N,80.000°O | Estret de Jones         | Passa a l'oest d'illa Coburg, Nunavut, Canadà (a 75° 52′ N, 79° 45′ O / 75.867°N,79.750°O) |
| 75° 33′ N, 80° 0′ O / 75.550°N,80.000°O | Canadà                  | Nunavut — Illa Devon i Illa Philpots |
| 74° 50′ N, 80° 0′ O / 74.833°N,80.000°O | Badia de Baffin         | |
| 73° 44′ N, 80° 0′ O / 73.733°N,80.000°O | Canadà                  | Nunavut – illa de Bylot |
| 72° 53′ N, 80° 0′ O / 72.883°N,80.000°O | Eclipse Sound           | |
| 72° 31′ N, 80° 0′ O / 72.517°N,80.000°O | Canadà                  | Nunavut — Illa Ragged i illa de Baffin |
| 69° 57′ N, 80° 0′ O / 69.950°N,80.000°O | Badia de Murray Maxwell | |
| 72° 31′ N, 80° 0′ O / 72.517°N,80.000°O | Canadà                  | Nunavut — Illa de Jens Munk |
| 69° 30′ N, 80° 0′ O / 69.500°N,80.000°O | Conca de Foxe           | |
| 65° 30′ N, 80° 0′ O / 65.500°N,80.000°O | Canal de Foxe           | Passa a l'est de l'illa Southampton, Nunavut, Canadà (a 63° 46′ N, 80° 9′ O / 63.767°N,80.150°O) |
| 63° 4′ N, 80° 0′ O / 63.067°N,80.000°O  | Badia de Hudson         | |
| 62° 19′ N, 80° 0′ O / 62.317°N,80.000°O | Canadà                  | Nunavut — Illa de Mansel |
| 61° 43′ N, 80° 0′ O / 61.717°N,80.000°O | Badia de Hudson         | |
| 59° 53′ N, 80° 0′ O / 59.883°N,80.000°O | Canadà                  | Nunavut — Illes Ottawa |
| 59° 48′ N, 80° 0′ O / 59.800°N,80.000°O | Badia de Hudson         | Passa a l'oest de l'illa Split, Nunavut, Canadà |
| 56° 19′ N, 80° 0′ O / 56.317°N,80.000°O | Canadà                  | Nunavut — illa Kugong i illa Flaherty |
| 55° 54′ N, 80° 0′ O / 55.900°N,80.000°O | Badia de Hudson         | |
| 54° 41′ N, 80° 0′ O / 54.683°N,80.000°O | Badia de James          | |
| 53° 23′ N, 80° 0′ O / 53.383°N,80.000°O | Canadà                  | Nunavut — Illa North Twin |
| 53° 14′ N, 80° 0′ O / 53.233°N,80.000°O | Badia de James          | Passa a l'oest de l'illa South Twin, Nunavut, Canadà (at 53° 7′ N, 79° 56′ O / 53.117°N,79.933°O) |
| 51° 14′ N, 80° 0′ O / 51.233°N,80.000°O | Canadà                  | Ontario |
| 42° 48′ N, 80° 0′ O / 42.800°N,80.000°O | Llac Erie               | |
| 42° 10′ N, 80° 0′ O / 42.167°N,80.000°O | Estats Units            | Pennsilvània — passa a través de Pittsburgh (a 40° 26′ N, 80° 0′ O / 40.433°N,80.000°O) Virgínia Occidental — des de 39° 43′ N, 80° 0′ O / 39.717°N,80.000°O Virgínia — des de 38° 0′ N, 80° 0′ O / 38.000°N,80.000°O Carolina del Nord — des de 36° 32′ N, 80° 0′ O / 36.533°N,80.000°O Carolina del Sud — des de 34° 48′ N, 80° 0′ O / 34.800°N,80.000°O, passa a través de Charleston (at 32° 52′ N, 80° 0′ O / 32.867°N,80.000°O) |
| 32° 37′ N, 80° 0′ O / 32.617°N,80.000°O | Oceà Atlàntic           | Passa a l'est de Palm Beach (Florida), Estats Units (a 26° 42′ N, 80° 1′ O / 26.700°N,80.017°O) · passa a través de Cay Sal Bank, Bahames (a 24° 4′ N, 80° 0′ O / 24.067°N,80.000°O) |
| 23° 3′ N, 80° 0′ O / 23.050°N,80.000°O  | Cuba                    | |
| 21° 44′ N, 80° 0′ O / 21.733°N,80.000°O | Mar Carib               | |
| 19° 43′ N, 80° 0′ O / 19.717°N,80.000°O | Illes Caiman            | Illa de Little Cayman |
| 19° 42′ N, 80° 0′ O / 19.700°N,80.000°O | Mar Carib               | |
| 9° 20′ N, 80° 0′ O / 9.333°N,80.000°O   | Panamà                  | |
| 8° 26′ N, 80° 0′ O / 8.433°N,80.000°O   | Golf de Panamà          | |
| 7° 31′ N, 80° 0′ O / 7.517°N,80.000°O   | Panamà                  | passa a través de la punta de la Península d'Azuero |
| 7° 28′ N, 80° 0′ O / 7.467°N,80.000°O   | Oceà Pacífic            | |
| 0° 49′ N, 80° 0′ O / 0.817°N,80.000°O   | Equador                 | Terra ferma, illa Pun, i el continent novament |
| 4° 22′ S, 80° 0′ O / 4.367°S,80.000°O   | Perú                    | Regió de Piura Regió de Lambayeque — des de 5° 41′ S, 80° 0′ O / 5.683°S,80.000°O |
| 6° 44′ S, 80° 0′ O / 6.733°S,80.000°O   | Oceà Pacífic            | Passa entre les illes Desventuradas, Xile (a 26° 19′ S, 80° 0′ O / 26.317°S,80.000°O) · Passa a alguna distància entre les illes Juan Fernández, Xile (a 33° 40′ S, 80° 0′ O / 33.667°S,80.000°O) |
| 60° 0′ S, 80° 0′ O / 60.000°S,80.000°O  | Oceà Antàrtic           | |
| 72° 3′ S, 80° 0′ O / 72.050°S,80.000°O  | Antàrtida               | Defineix la frontera occidental del Territori Antàrtic Britànic, reclamat per Regne Unit. Passa a través del Territori Antàrtic Xilè, reclamat per Xile |